# El ángel (cuento)
El ángel (en danés: Engelen) es un breve cuento de hadas del escritor y poeta danés Hans Christian Andersen, famoso por sus cuentos para niños. Trata de un ángel y un niño ya fallecido que recogen flores para llevarlas al cielo.
El cuento fue publicado por primera vez el 11 de noviembre de 1843, con otros tres cuentos de Andersen en Copenhague (Dinamarca). Fue incluido en la colección de Cuentos nuevos. Primer tomo. Primera colección. 1844 (Nye Eventyr. Første Bind. Første Samling. 1844.). Este cuento es el n.º 22 de la colección de Andersen. Las ilustraciones con un ángel y un niño se hicieron muy populares a partir de esta publicación.

## Trama
El cuento empieza con un niño, que acaba de fallecer, y un ángel que lo acompaña hasta el cielo. durante un tiempo deambulan por la Tierra visitando lugares conocidos por el niño, sitios donde había jugado. En el camino van recogiendo flores para llevarlas a los jardines del Cielo. Al anochecer, el ángel lleva al niño a una estrecha y oscura calle dentro de la gran de la ciudad donde un lirio de campo yace marchito, tirado en un montón de basura, entre los restos de una mudanza. El ángel recoge el lirio y explica que había animado a un niño lisiado antes de morir. Luego, el ángel revela que él era ese niño lisiado y continúan su viaje hasta el Cielo.

## Creación y publicación
El cuento es totalmente original de Andersen y puede haberse inspirado en la muerte de la hija mayor de sus amigos, Edvard y Jette Collins. El tema de un niño transformado en ángel ya la había utilizado Andersen en su poema El niño moribundo (Det døende Barn). Según Gustav Hetsch, la inspiradora de este cuento y El ruiseñor fue la soprano sueca Jenny Lind.
El cuento fue publicado por primera vez por C.A. Reitzel en Copenhague el 11 de noviembre de 1843 en la colección Nuevos cuentos de hadas. Primer Tomo. Colección Primera. 1844 (Nye Eventyr. Første Bind. Første Samling. 1844.). El ángel se publicó junto a otros tres cuentos —uno de ellos El patito feo (Den Grimme Ælling)—. El ángel fue reeditado el 18 de diciembre de 1849 en la colección Cuentos de hadas. 1850. (Eventyr. 1850.) y de nuevo el 15 de diciembre de 1862 en Cuentos e historias de hadas. Primer tomo. 1862 (Eventyr og Historier. Første Bind. 1862).